# Immunprivileg
Ein Immunprivileg bezeichnet das Phänomen, dass manche Zelltypen nicht im Zuge einer Immunreaktion erkannt und zerstört werden können. Immunprivilegierte Zellen bieten Pathogenen und Tumoren eine Möglichkeit zur Immunevasion.

## Eigenschaften
Verschiedene Zelltypen und Gewebe besitzen eine Form des Immunprivilegs, z. B. Hodengewebe, Haarfollikel und Nagelbette, Keratinozyten, Cornea, Plazenta und Fötus, Neuronen sowie Stammzellen, und können nicht von Teilen des Immunsystems erkannt und zerstört werden. In immunprivilegierten Organen finden geringere Abstoßungsreaktionen gegen Transplantate statt, was z. B. bei einer Korneatransplantation genutzt wird. Manche Tumoren erzeugen ein lokal begrenztes Immunprivileg durch Immunsuppression in ihrer Umgebung zum Zweck einer Immunevasion.

## Mechanismen
- geringe Expression von MHC-I, z. B. besitzen Spermatozyten kein MHC-I und können zytotoxischen T-Zellen kein Epitop präsentieren.[9]
- Expression von immunregulierenden MHC-Ib[10]
- Expression von Inhibitoren des KomplementsystemsG.[11]
- Expression von immunsuppressiven Zytokinen wie TGF-β[12][13]
- Expression von manchen Neuropeptiden[13]
- Expression von entzündungshemmenden Oberflächenproteinen wie PD-L1[13]
- Expression des Fas-Liganden[7][14]

Dadurch werden NK-Zellen gehemmt, die Aktivierung von neutrophilen Granulozyten durch CD95-Liganden gemindert, die Bildung von Stickstoffmonoxid in Makrophagen gehemmt und der alternative Weg des Komplementsystems inhibiert.

## Geschichte
Das Immunprivileg des Auges wurde erstmals 1948 von Peter Medawar beschrieben.